# 110e Amerikaans Congres
Het 110de Amerikaans Congres was een zitting van de wetgevende macht van de Amerikaanse Federale overheid, die bestond uit de Amerikaanse Senaat en het Huis van Afgevaardigden. Het Congres kwam bijeen in de hoofdstad Washington (D.C.) van 3 januari 2007 tot en met 3 januari 2009, tijdens de laatste twee jaren van de tweede ambtstermijn van president George W. Bush. De verdeling van de zetels in het Huis van Afgevaardigden over de deelstaten is gebaseerd op de volkstelling in 2000.
De Democraten hadden de absolute meerderheid in beide kamers voor het eerst sinds het einde van het 103de Amerikaans Congres in 1995. Democraat Nancy Pelosi werd de eerste vrouwelijke voorzitter van het Huis van Afgevaardigden.

## Data van zittingen
3 januari 2007 -3 januari 2009
- 1ste sessie: 4 januari 2007 - 19 december 2007
- 2de sessie : 3 januari 2008 - 3 januari 2009

## Verkiezing voor Voorzitter van het Huis van Afgevaardigden
Washington D.C. , 4 januari 2007 – Aantal leden 435 – Absolute meerderheid 207 (stemgerechtigd: 435)
| Nancy Pelosi                                                                      | 233 | Democraat   |
| John Boehner                                                                      | 202 | Republikein |
| Hiermee wordt Nancy Pelosi gekozen als voorzitter van het Huis van Afgevaardigden |     |             |

## Leden van deAmerikaanse Senaat
- (R): Republikein
- (D): Democraat
- (I): Onafhankelijk (Independent): geen lid van Republikeinse of Democratische partij
- (ID): "onafhankelijke Democraat": Als onafhankelijke kandidaat gekozen, maar van Democratische signatuur

| Staat                                                          | Senior senator           | Junior senator            |
| -------------------------------------------------------------- | ------------------------ | ------------------------- |
| Alabama                                                        | Richard Shelby (R)       | Jeff Sessions (R)         |
| Alaska                                                         | Ted Stevens (R)          | Lisa Murkowski (R)        |
| Arizona                                                        | John McCain (R)          | Jon Kyl (R)               |
| Arkansas                                                       | Blanche Lincoln (D)      | Mark Pryor (D)            |
| Californië                                                     | Dianne Feinstein (D)     | Barbara Boxer (D)         |
| Colorado                                                       | Wayne Allard (R)         | Ken Salazar (D)           |
| Connecticut                                                    | Christopher Dodd (D)     | Joe Lieberman (I)         |
| Delaware                                                       | Joe Biden (D)            | Thomas Carper (D)         |
| Florida                                                        | Bill Nelson (D)          | Mel Martinez (R)          |
| Georgia                                                        | Saxby Chambliss (R)      | Johnny Isakson (R)        |
| Hawaï                                                          | Daniel Inouye (D)        | Daniel Akaka (D)          |
| Idaho                                                          | Larry Craig (R)          | Mike Crapo (R)            |
| Illinois                                                       | Richard Durbin (D)       | Barack Obama (D)          |
| Indiana                                                        | Richard Lugar (R)        | Evan Bayh (D)             |
| Iowa                                                           | Chuck Grassley (R)       | Tom Harkin (D)            |
| Kansas                                                         | Sam Brownback (R)        | Pat Roberts (R)           |
| Kentucky                                                       | Mitch McConnell (R)      | Jim Bunning (R)           |
| Louisiana                                                      | Mary Landrieu (D)        | David Vitter (R)          |
| Maine                                                          | Olympia Snowe (R)        | Susan Collins (R)         |
| Maryland                                                       | Barbara Mikulski (D)     | Ben Cardin (D)            |
| Massachusetts                                                  | Ted Kennedy (D)          | John Kerry (D)            |
| Michigan                                                       | Carl Levin (D)           | Debbie Stabenow (D)       |
| Minnesota                                                      | Norm Coleman (R)         | Amy Klobuchar (D)         |
| Mississippi                                                    | Thad Cochran (R)         | Roger Wicker (R)          |
| Missouri                                                       | Kit Bond (R)             | Claire McCaskill (D)      |
| Montana                                                        | Max Baucus (D)           | Jon Tester (D)            |
| Nebraska                                                       | Chuck Hagel (R)          | Ben Nelson (D)            |
| Nevada                                                         | Harry Reid (D)           | John Ensign (R)           |
| New Hampshire                                                  | Judd Gregg (R)           | John E. Sununu (R)        |
| New Jersey                                                     | Frank Lautenberg (D)     | Robert Menendez (D)       |
| New Mexico                                                     | Pete Domenici (R)        | Jeff Bingaman (D)         |
| New York                                                       | Charles Schumer (D)      | Hillary Clinton (D)       |
| North Carolina                                                 | Elizabeth Dole (R)       | Richard Burr (R)          |
| North Dakota                                                   | Kent Conrad (D)          | Byron Dorgan (D)          |
| Ohio                                                           | George Voinovich (R)     | Sherrod Brown (D)         |
| Oklahoma                                                       | James Inhofe (R)         | Tom Coburn (R)            |
| Oregon                                                         | Ron Wyden (D)            | Gordon Smith (R)          |
| Pennsylvania                                                   | Arlen Specter (R)        | Bob Casey, Jr. (D)        |
| Rhode Island                                                   | Jack Reed (D)            | Sheldon Whitehouse (D)    |
| South Carolina                                                 | Lindsey Graham (R)       | Jim DeMint (R)            |
| South Dakota                                                   | Tim Johnson (D)          | John Thune (R)            |
| Tennessee                                                      | Lamar Alexander (R)      | Bob Corker (R)            |
| Texas                                                          | Kay Bailey Hutchison (R) | John Cornyn (R)           |
| Utah                                                           | Orrin Hatch (R)          | Robert Foster Bennett (R) |
| Vermont                                                        | Patrick Leahy (D)        | Bernie Sanders (I)        |
| Virginia                                                       | John Warner (R)          | Jim Webb (D)              |
| Washington                                                     | Patty Murray (D)         | Maria Cantwell (D)        |
| West Virginia                                                  | Robert Byrd (D)          | Jay Rockefeller (D)       |
| Wisconsin                                                      | Herbert Kohl (D)         | Russ Feingold (D)         |
| Wyoming                                                        | Mike Enzi (R)            | John Barrasso (R)         |
| 49 Republikeinen (R), 49 Democraten (D) en 2 Onafhankelijk (I) |                          |                           |

- Mississippi: Roger Wicker (R), aangesteld 31 december 2007 in plaats van Trent Lott (R), afgetreden 18 december 2007
- Wyoming: John Barrasso (R), aangesteld op 22 juni 2007 in plaats van Craig Thomas (R), overleden op 4 juni 2007

## Leden in het Huis van Afgevaardigden

### Alabama
(5-2 Republikeins)
- Jo Bonner (R)
- Terry Everett (R)
- Mike D. Rogers (R)
- Robert Aderholt (R)
- Bud Cramer (D)
- Spencer Bachus (R)
- Artur Davis (D)

### Alaska
(1 Republikein)
- Don Young (R)

### Arizona
(4-4 Gelijk)
- Rick Renzi (R)
- Trent Franks (R)
- John Shadegg (R)
- Ed Pastor (D)
- Harry Mitchell (D)
- Jeff Flake (R)
- Raúl M. Grijalva (D)
- Gabrielle Giffords (D)

### Arkansas
(3-1 Democratisch)
- Marion Berry (D)
- Vic Snyder (D)
- John Boozman (R)
- Mike Ross (D)

### Californië
(33-19 Democratisch met 1 vacante plaats)
- Mike Thompson (D)
- Wally Herger (R)
- Dan Lungren (R)
- John Doolittle (R)
- Doris Matsui (D)
- Lynn Woolsey (D)
- George Miller (D)
- Nancy Pelosi (D)
- Barbara Lee (D)
- Ellen Tauscher (D)
- Jerry McNerney (D)
- Jackie Speier (D) sinds 10 april 2008

Tom Lantos (D), Overleden 11 februari 2008
- Pete Stark (D)
- Anna Eshoo (D)
- Mike Honda (D)
- Zoe Lofgren (D)
- Sam Farr (D)
- Dennis Cardoza (D)
- George Radanovich (R)
- Jim Costa (D)
- Devin Nunes (R)
- Kevin McCarthy (R)
- Lois Capps (D)
- Elton Gallegly (R)
- Howard McKeon (R)
- David Dreier (R)
- Brad Sherman (D)
- Howard Berman (D)
- Adam Schiff (D)
- Henry Waxman (D)
- Xavier Becerra (D)
- Hilda Solis (D)
- Diane Watson (D)
- Lucille Roybal-Allard (D)
- Maxine Waters (D)
- Jane Harman (D)
- Laura Richardson (D), 21 augustus 2007 - heden

Juanita Millender-McDonald (D), overleden 22 april 2007
- Grace Napolitano (D)
- Linda Sánchez (D)
- Edward R. Royce (R)
- Jerry Lewis (R)
- Gary Miller (R)
- Joe Baca (D)
- Ken Calvert (R)
- Mary Bono (R)
- Dana Rohrabacher (R)
- Loretta Sanchez (D)
- John Campbell (R)
- Darrell Issa (R)
- Brian Bilbray (R)
- Bob Filner (D)
- Duncan Hunter (R)
- Susan Davis (D)

### Colorado
(4-3 Democratisch)
- Diana DeGette (D)
- Mark Udall (D)
- John Salazar (D)
- Marilyn Musgrave (R)
- Doug Lamborn (R)
- Thomas G. Tancredo (R)
- Ed Perlmutter (D)

### Connecticut
(4-1 Democratisch)
- John Larson (D)
- Joe Courtney (D)
- Rosa DeLauro (D)
- Christopher Shays (R)
- Chris Murphy (D)

### Delaware
(1 Republikein)
- Michael N. Castle (R)

### Florida
(16-9 Republikeins)
- Jeff Miller (R)
- Allen Boyd (D)
- Corrine Brown (D)
- Ander Crenshaw (R)
- Ginny Brown-Waite (R)
- Cliff Stearns (R)
- John Mica (R)
- Ric Keller (R)
- Gus Bilirakis (R)
- Bill Young (R)
- Kathy Castor (D)
- Adam Putnam (R)
- Vern Buchanan (R)
- Connie Mack IV (R)
- Dave Weldon (R)
- Tim Mahoney (D)
- Kendrick Meek (D)
- Ileana Ros-Lehtinen (R)
- Robert Wexler (D)
- Debbie Wasserman Schultz (D)
- Lincoln Diaz-Balart (R)
- Ron Klein (D)
- Alcee Hastings (D)
- Tom Feeney (R)
- Mario Diaz-Balart (R)

### Georgia
(7-6 Republikeins)
- Jack Kingston (R)
- Sanford Bishop (D)
- Lynn Westmoreland (R)
- Hank Johnson (D)
- John Robert Lewis (D)
- Tom Price (R)
- John Linder (R)
- Jim Marshall (D)
- Nathan Deal (R)
- Paul Broun (R), 25 juli 2007 - heden

Charlie Norwood (R), overleden 13 februari 2007
- Phil Gingrey (R)
- John Barrow (D)
- David Scott (D)

### Hawaï
(2 Democraten)
- Neil Abercrombie (D)
- Mazie Hirono (D)

### Idaho
(2 Republikeinen)
- William Sali (R)
- Michael K. Simpson (R)

### Illinois
(11-8 Democratisch )
- Bobby Rush (D)
- Jesse Jackson, Jr. (D)
- Dan Lipinski (D)
- Luis Gutierrez (D)
- Rahm Emanuel (D)
- Peter Roskam (R)
- Danny K. Davis (D)
- Melissa Bean (D)
- Janice D. Schakowsky (D)
- Mark Steven Kirk (R)
- Jerry Weller (R)
- Jerry Costello (D)
- Judy Biggert (R)
- Bill Foster (D) sinds 11 maart 2008

Dennis Hastert (R), Teruggetreden
- Timothy V. Johnson (R)
- Donald Manzullo (R)
- Philip Hare (D)
- Ray LaHood (R)
- John Shimkus (R)

### Indiana
(5-4 Democraten)
- Peter Visclosky (D)
- Joe Donnelly (D)
- Mark Souder (R)
- Steve Buyer (R)
- Dan Burton (R)
- Mike Pence (R)
- André Carson (D)

Julia Carson (D), Overleden 15 december 2007
- Brad Ellsworth (D)
- Baron Hill (D)

### Iowa
(3-2 Democratisch)
- Bruce Braley (D)
- David Loebsack (D)
- Leonard Boswell (D)
- Tom Latham (R)
- Steve King (R)

### Kansas
(2-2 split)
- Jerry Moran (R)
- Nancy Boyda (D)
- Dennis Moore (D)
- Todd Tiahrt (R)

### Kentucky
(4-2 Republikeins)
- Ed Whitfield (R)
- Ron Lewis (R)
- John Yarmuth (D)
- Geoff Davis (R)
- Harold Rogers (R)
- Ben Chandler (D)

### Louisiana
(5-2 Republikein, toen 4-3 Republikein)
- Bobby Jindal (R), tot 14 januari 2008
- Steve Scalise (R), 7 mei 2007 - heden
- William J. Jefferson (D)
- Charlie Melancon (D)
- Jim McCrery (R)
- Rodney Alexander (R)
- Don Cazayoux (D), 6 mei 2008- heden

Richard Baker (R), tot 2 februari 2008
- Charles Boustany (R)

### Maine
(2 Democraten)
- Tom Allen (D)
- Mike Michaud (D)

### Maryland
(6-2 Democratisch)
- Wayne Gilchrest (R)
- Dutch Ruppersberger (D)
- John Sarbanes (D)
- Albert Wynn (D)
- Steny Hoyer (D)
- Roscoe Bartlett (R)
- Elijah Cummings (D)
- Chris Van Hollen (D)

### Massachusetts
(10 Democraten)
- John Olver (D)
- Richard Neal (D)
- Jim McGovern (D)
- Barney Frank (D)
- Niki Tsongas (D), 18 oktober 2007 - heden

Marty Meehan (D), Afgetreden 1 juli 2007
- John Tierney (D)
- Ed Markey (D)
- Mike Capuano (D)
- Stephen Lynch (D)
- Bill Delahunt (D)

### Michigan
(9-6 Republikeins)
- Bart Stupak (D)
- Peter Hoekstra (R)
- Vern Ehlers (R)
- David Lee Camp (R)
- Dale E. Kildee (D)
- Fred Upton (R)
- Tim Walberg (R)
- Mike J. Rogers (R)
- Joe Knollenberg (R)
- Candice Miller (R)
- Thaddeus McCotter (R)
- Sander Levin (D)
- Carolyn Cheeks Kilpatrick (D)
- John Conyers (D)
- John Dingell (D)

### Minnesota
(5-3 Democratisch)
- Tim Walz (D)
- John Kline (R)
- Jim Ramstad (R)
- Betty McCollum (D)
- Keith Ellison (D)
- Michele Bachmann (R)
- Collin Peterson (D)
- Jim Oberstar (D)

### Mississippi
(2-2 gelijk, toen 3-1 Democraten)
- Roger Wicker (R), tot 31 december 2007
  - Travis Childers (D), vanaf 20 mei 2008 -heden
- Bennie Thompson (D)
- Chip Pickering (R)
- Gene Taylor (D)

### Missouri
(5-4 Republikeins)
- William Lacy Clay, Jr. (D)
- Todd Akin (R)
- Russ Carnahan (D)
- Ike Skelton (D)
- Emanuel Cleaver (D)
- Sam Graves (R)
- Roy Blunt (R)
- Jo Ann Emerson (R)
- Kenny Hulshof (R)

### Montana
(1 Republikein)
- Denny Rehberg (R)

### Nebraska
(3 Republikeinen)
- Jeff Fortenberry (R)
- Lee Terry (R)
- Adrian Smith (R)

### Nevada
(2-1 Republikeins)
- Shelley Berkley (D)
- Dean Heller (R)
- Jon Porter (R)

### New Hampshire
(2 Democraten)
- Carol Shea-Porter (D)
- Paul Hodes (D)

### New Mexico
(2-1 Republikeinen)
- Heather Wilson (R)
- Steve Pearce (R)
- Tom Udall (D)

### New York
(23-6 Democraten)
- Tim Bishop (D)
- Steve Israël (D)
- Peter T. King (R)
- Carolyn McCarthy (D)
- Gary Ackerman (D)
- Gregory W. Meeks (D)
- Joseph Crowley (D)
- Jerrold Nadler (D)
- Anthony D. Weiner (D)
- Ed Towns (D)
- Yvette D. Clarke (D)
- Nydia Velázquez (D)
- Vito Fossella (R)
- Carolyn B. Maloney (D)
- Charles B. Rangel (D)
- José Serrano (D)
- Eliot L. Engel (D)
- Nita Lowey (D)
- John Hall (D)
- Kirsten Gillibrand (D)
- Michael R. McNulty (D)
- Maurice Hinchey (D)
- John M. McHugh (R)
- Michael Arcuri (D)
- Jim Walsh (R)
- Tom Reynolds (R)
- Brian Higgins (D)
- Louise McIntosh Slaughter (D)
- Randy Kuhl (R)

### North Carolina
(7-6 Democratisch)
- G. K. Butterfield (D)
- Bob Etheridge (D)
- Walter B. Jones (R)
- David Price (D)
- Virginia Foxx (R)
- Howard Coble (R)
- Mike McIntyre (D)
- Robin Hayes (R)
- Sue Wilkins Myrick (R)
- Patrick McHenry (R)
- Heath Shuler (D)
- Mel Watt (D)
- Brad Miller (D)

### North Dakota
(1 Democraat)
- Earl Pomeroy (D)

### Ohio
(11-7 Republikeins)
- Steve Chabot (R)
- Jean Schmidt (R)
- Michael R. Turner (R)
- Jim Jordan (R)
- Bob Latta (R), 13 december 2007 - heden

Paul Gillmor (R), overleden 5 september 2007
- Charlie Wilson (D)
- Dave Hobson (R)
- John A. Boehner (R)
- Marcy Kaptur (D)
- Dennis J. Kucinich (D)
- Stephanie Tubbs Jones (D)
- Pat Tiberi (R)
- Betty Sutton (D)
- Steve LaTourette (R)
- Deborah Pryce (R)
- Ralph S. Regula (R)
- Tim Ryan (D)
- Zack Space (D)

### Oklahoma
(4-1 Republikeins
- John Sullivan (R)
- Dan Boren (D)
- Frank Lucas (R)
- Tom Cole (R)
- Mary Fallin (R)

### Oregon
(4-1 Democraten)
- David Wu (D)
- Greg Walden (R)
- Earl Blumenauer (D)
- Peter DeFazio (D)
- Darlene Hooley (D)

### Pennsylvania
(11-8 Democraten)
- Bob Brady (D)
- Chaka Fattah (D)
- Phil English (R)
- Jason Altmire (D)
- John E. Peterson (R)
- Jim Gerlach (R)
- Joe Sestak (D)
- Patrick Murphy (D)
- Bill Shuster (R)
- Chris Carney (D)
- Paul E. Kanjorski (D)
- John Murtha (D)
- Allyson Schwartz (D)
- Michael F. Doyle (D)
- Charlie Dent (R)
- Joseph R. Pitts (R)
- Tim Holden (D)
- Tim Murphy (R)
- Todd Platts (R)

### Rhode Island
(2 Democraten)
- Patrick J. Kennedy (D)
- James Langevin (D)

### South Carolina
(4-2 Republikeinen)
- Henry E. Brown, Jr. (R)
- Joe Wilson (R)
- Gresham Barrett (R)
- Bob Inglis (R)
- John Spratt (D)
- Jim Clyburn (D)

### South Dakota
(1 Democraat)
- Stephanie Herseth Sandlin (D)

### Tennessee
(5-4 Democratisch
- David Davis (R)
- John J. Duncan, Jr. (R)
- Zach Wamp (R)
- Lincoln Davis (D)
- Jim Cooper (D)
- Bart Gordon (D)
- Marsha Blackburn (R)
- John S. Tanner (D)
- Steve Cohen (D)

### Texas
(19-13 Republikeins)
- Louie Gohmert (R)
- Ted Poe (R)
- Sam Johnson (R)
- Ralph Hall (R)
- Jeb Hensarling (R)
- Joe Barton (R)
- John Culberson (R)
- Kevin Brady (R)
- Al Green (D)
- Michael McCaul (R)
- Mike Conaway (R)
- Kay Granger (R)
- Mac Thornberry (R)
- Ron Paul (R)
- Rubén Hinojosa (D)
- Silvestre Reyes (D)
- Chet Edwards (D)
- Sheila Jackson-Lee (D)
- Randy Neugebauer (R)
- Charlie Gonzalez (D)
- Lamar Smith (R)
- Nick Lampson (D)
- Ciro Rodriguez (D)
- Kenny Marchant (R)
- Lloyd Doggett (D)
- Michael C. Burgess (R)
- Solomon P. Ortiz (D)
- Henry Cuellar (D)
- Gene Green (D)
- Eddie Bernice Johnson (D)
- John Carter (R)
- Pete Sessions (R)

### Utah
(2-1 Republikeins)
- Rob Bishop (R)
- Jim Matheson (D)
- Chris Cannon (R)

### Vermont
(1 Democraat)
- Peter Welch (D)

### Virginia
(8-3 Republikeins)
- Rob Wittman (R), 13 december 2007 - heden

Jo Ann Davis (R), overleden 6 oktober 2007
- Thelma Drake (R)
- Robert C. Scott (D)
- Randy Forbes (R)
- Virgil Goode (R)
- Bob Goodlatte (R)
- Eric Cantor (R)
- Jim Moran (D)
- Rick Boucher (D)
- Frank Wolf (R)
- Thomas M. Davis (R)

### Washington
(6-3 Democratisch)
- Jay Inslee (D)
- Rick Larsen (D)
- Brian Baird (D)
- Doc Hastings (R)
- Cathy McMorris (R)
- Norm Dicks (D)
- Jim McDermott (D)
- Dave Reichert (R)
- Adam Smith (D)

### West Virginia
(2-1 Democratisch)
- Alan Mollohan (D)
- Shelley Moore Capito (R)
- Nick Rahall (D)

### Wisconsin
(5-3 Democratisch)
- Paul Ryan (R)
- Tammy Baldwin (D)
- Ron Kind (D)
- Gwen Moore (D)
- Jim Sensenbrenner (R)
- Tom Petri (R)
- Dave Obey (D)
- Steve Kagen (D)

### Wyoming
(1 Republikein)
- Barbara Cubin (R)

### Leden die geen stemrechten hebben
- Eni Faleomavaega (D)
- Eleanor Holmes Norton (D)
- Madeleine Bordallo (D)
- Luis G. Fortuño (R en PNP)
- Donna Christian-Christensen (D)